# Hirotaka Uchibayashi
Hirotaka Uchibayashi (内林 広高 Uchibayashi Hirotaka?, nacido el 27 de junio de 1983 en Shiga) es un exfutbolista japonés. Jugaba de centrocampista y su último club fue el MIO Biwako Kusatsu de Japón.

## Trayectoria

### Clubes
| Club               | País  | Año         |
| ------------------ | ----- | ----------- |
| Gamba Osaka        | Japón | 2002 - 2003 |
| Ventforet Kofu     | Japón | 2004        |
| Rosso Kumamoto     | Japón | 2005 - 2006 |
| MIO Biwako Kusatsu | Japón | 2006 - 2009 |